# Opuscula

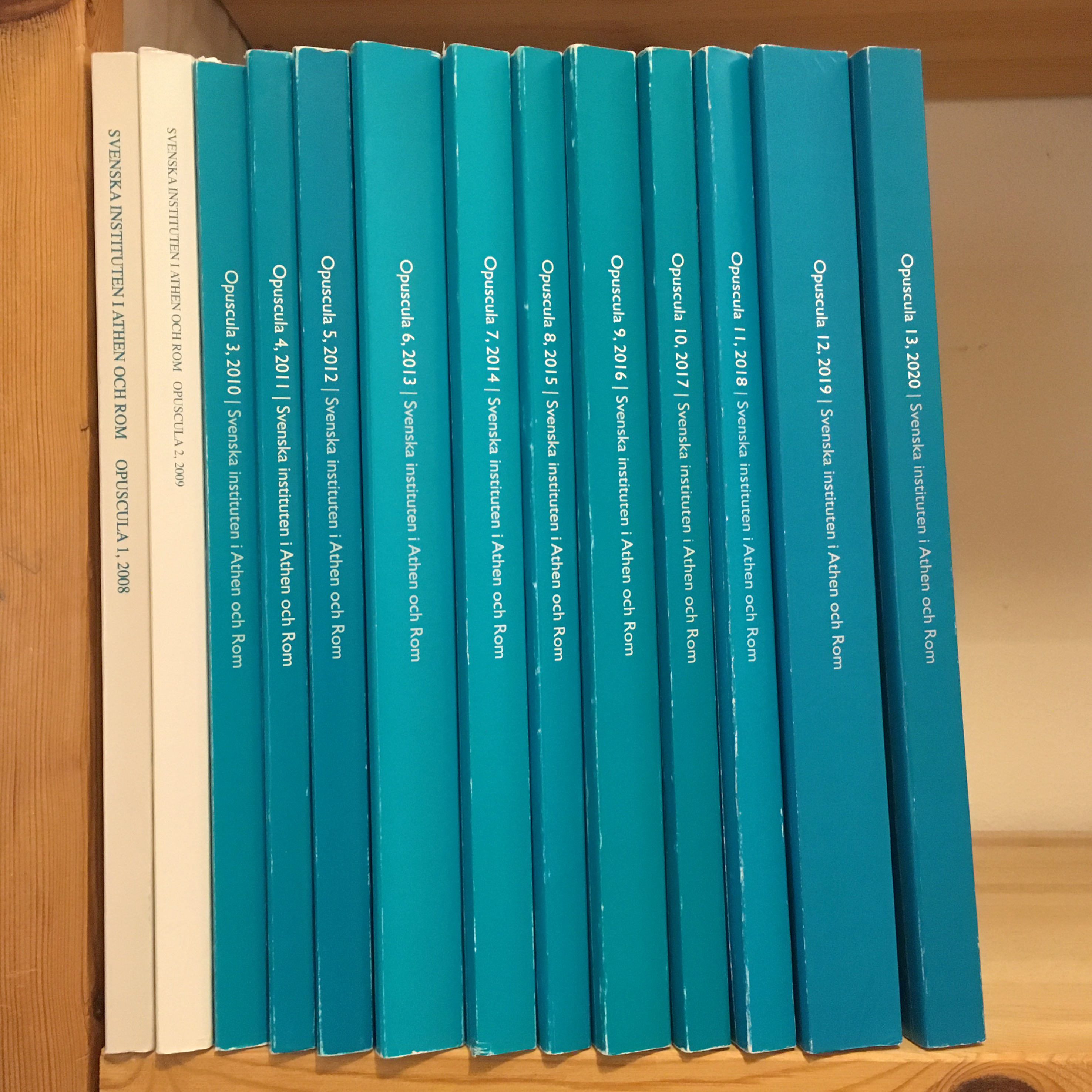
Opuscula. Annual of the Swedish Institutes at Athens and Rome

Opuscula är en vetenskaplig tidskrift som årligen publiceras av Editorial Committee of the Swedish Institutes at Athens and Rome (ECSI) genom Svenska instituten i Aten och Rom. Mellan åren 1935 och 1952 publicerade Svenska institutet i Rom en tidskrift under namnet Opuscula Archaeologica. Svenska institutet i Athen publicerade Opuscula Atheniensia med början 1953 med de första 20 volymerna som en del i skriftserien Skrifter utgivna av svenska institutet i Athen-4˚ (ActaAth-4˚). Svenska institutet i Rom publicerade Opuscula Romana med början 1954 med de första 20 volymerna som en del i skriftsamlingen Skrifter utgivna av svenska institutet i Rom-4˚ (ActaRom-4˚). Sedan 2008 slogs Opuscula Atheniensia och  Opuscula Romana samman till Opuscula med undertiteln Annual of the Swedish Institutes at Athens and Rome.
Tidskriften innehåller artiklar som behandlar klassisk arkeologi, antikens historia, konst, arkitektur och filologi, samt även bokrecensioner kring dessa ämnesområden. De artiklar som publiceras i tidskriften har genomgått ”peer review” eller fackgranskning. Antagna artiklar blir öppet tillgängliga sex månader efter publicering. Med start 2023 publiceras tidskriften med omedelbar öppen tillgång. Fältarbete under ledning av de två instituten, på platser som Acquarossa, Asine, Midea, Kalaureia, Pompeji och San Giovenale,  publiceras regelbundet i den vetenskapliga tidskriften.